# Stiftung Bildung & Handwerk
|                  |                                                                     |
| Rechtsform       | rechtsfähige Stiftung privaten Rechts                               |
| Gründung         | 2001                                                                |
| Sitz             | Paderborn                                                           |
| Vorstand         | - Michael H. Lutter (Vorsitzender) - Aloys Buschkühl - Markus Rempe |
| Stiftungskapital | 40 Mio. Euro                                                        |
| Mitarbeitende    | rund 60                                                             |
| Branche          | Bildungsdienstleistungen                                            |
| Webseite         | stiftung-bildung-handwerk.de                                        |

Die Stiftung Bildung & Handwerk mit Sitz in Paderborn ist eine gemeinnützige Stiftung, die sich für die Förderung von schulischer Bildung, beruflicher Aus- und Weiterbildung sowie akademischer Lehre und Forschung engagiert. Sie wurde im Jahr 2001 durch die heutige Kreishandwerkerschaft Paderborn-Lippe – einem Wirtschaftsverband für das regionale Handwerk – gegründet.

## Aufgabe
Die Stiftung Bildung & Handwerk agiert als Dachorganisation der SBH-Gruppe. Verantwortlich für die strategische Ausrichtung der SBH-Gruppe ist der Vorstand der Stiftung Bildung & Handwerk, der in gemeinsamer Verantwortung agiert. Zum Kuratorium gehören mittelständische Unternehmer, die die Aktivitäten der Stiftung Bildung & Handwerk begleiten und prüfen.

## SBH-Gruppe
Die SBH-Gruppe gehört mit acht Bildungsunternehmen, einer Hochschule, zwei Auslandsschulen und sechs Marken zu den führenden deutschen Bildungsdienstleistern. An über 250 Standorten ist die SBH-Gruppe in Deutschland vor Ort. Zum Leistungsspektrum der SBH-Gruppe zählen Bildungs-, Betreuungs-, Beratungs- und Vermittlungsdienstleistungen. Heute sind rund 3.000 Mitarbeiter und über 2.500 freie Dozenten in folgenden Bildungsbereichen tätig:
Frühkindliche Bildung, Kinder- und Jugendhilfe, Berufsorientierung und Berufswahl, Ausbildung und Umschulung, berufliche Weiterbildung, beruflicher Aufstieg, Coaching und Kompetenzfeststellung, Sprache-Beruf-Integration, akademische Ausbildung, berufliche Rehabilitation, betriebliches Bildungsmanagement, betriebliches Gesundheitsmanagement sowie E-Learning.
Die Unternehmen der „Qualitätsgemeinschaft Stiftung Bildung & Handwerk“ sind zudem als Bildungsdienstleister nach der Akkreditierungs- und Zulassungsverordnung Arbeitsförderung (AZAV) zertifiziert und somit als Träger für arbeitsmarktnahe Dienstleistungen zugelassen.

## Organisationsstruktur
Seit Januar 2015 verfolgt die Stiftung Bildung & Handwerk eine einheitliche Markenstrategie für einen Teil der ihr zugehörigen Unternehmen. Die SBH West GmbH, die SBH Nordost GmbH und die SBH Süd GmbH agieren unter der Unternehmensmarke SBH. 
Zum Unternehmensverbund gehören zudem folgende Unternehmen:
Technologie- und Berufsbildungszentrum Paderborn (TBZ), Fachhochschule des Mittelstands (FHM), Rhein-Erft-Akademie, Vermittlung Training Transfer GmbH (vtt) sowie die Becker Gruppe.
Im Ausland ist die SBH-Gruppe mit folgenden Schulen vertreten: Deutsche Technologieschule Pärnu (dts) | Estland, Szczecin International School (SIS) | Polen, Wyższa Szkoła Integracji Europejskiej I Polen sowie InBIT Polen sp.z.o.o. | Polen.
Bildungsangebote werden im Unternehmensverbund zudem durch diese Marken umgesetzt: RECURIS Berufliche Rehabilitation, Rackow, dresden chip academy, BTZ, KITAVIS sowie eddi – der smarte Campus der Stiftung Bildung & Handwerk.
Die Stiftung Bildung & Handwerk engagiert sich für die nachhaltige Entwicklung von beruflicher Aus- und Weiterbildung, Beschäftigung, schulischer Bildung und akademischer Lehre und Forschung national und international. In Estland und Polen ist die SBH-Gruppe mit Niederlassungen vertreten.